# 戴墨
戴墨(1988年11月26日-)，男，汉族，辽宁沈阳人，中央戏剧学院2004级导演系毕业，中国导演、演员。经常与陈思诚合作。

## 简介
2021年执导电影处女作《误杀2》由陈思诚监制，中国票房为11.2亿人民币。2023年执导警匪片《三大队》继续由陈思诚监制，获得第37届中国电影金鸡奖最佳导演提名。他与陈思诚联合执导的电影《唐探1900》在2025年春节上映，票房超过32亿元。

## 作品

### 导演

#### 电影
- 2021年《误杀2》
- 2023年《三大队》
- 2025年《唐探1900》（与陈思诚联合执导）

#### 剧集
- 2020年网剧《唐人街探案第一季：玫瑰的名字》（爱奇艺）
- 2024年网剧《球状闪电》（爱奇艺）

### 演员

#### 话剧
- 2009年《疯狂的疯狂》
- 2009年《杜拉拉升职记》
- 2011年《开放夫妻》 饰丈夫
- 2011年《飞来横财》 饰 亨利
- 2012年《面包树上的女人》 饰 杜卫平
- 2013年《致我们终将逝去的青春》 饰 陈孝正

#### 电视剧
- 2010年《橄榄树》 饰 曹卫华
- 2012年《北京爱情故事》 饰 华勇
- 2013年《大都市小爱情》 饰 陆清
- 2015年《平凡的世界》 饰 李向前
- 2016年《遇见王沥川》 饰 张少华
- 2017年《因为遇见你》  饰 王巍
- 2017年《田姐辣妹》 饰 甘泽
- 2018年《远大前程》 饰 林远部
- 2020年《唐人街探案第一季：玫瑰的名字》 饰 裴善
- 2022年《爱情筑梦师》